# Spies & Glistrup
Spies & Glistrup ist ein dänisches Filmdrama des Regisseurs Christoffer Boe aus dem Jahr 2013. Das Drehbuch schrieb Boe zusammen mit Simon Pasternak. Die Hauptrollen wurden mit Pilou Asbæk und Nicolas Bro besetzt.

## Handlung
Die wilden 1960er-Jahre in Dänemark bringen den Geschäftsmann Simon Spies und den Steueranwalt Mogens Glistrup zusammen. Spies verdient Millionen mit seinem Reiseunternehmen und Glistrup hilft ihm dabei keine einzige Krone an Steuern zu zahlen. Das verdiente Geld verprasst Spies hemmungslos für Drogen und Sex-Partys. Glistrup wird mit seiner Haltung zur Steuervermeidung zum prominenten Vertreter und sogar zum Politiker. Das geht dem dänischen Fiskus zu weit. Der Steueranwalt wird schließlich angeklagt und von seinem exzentrischen Geschäftspartner Spies verraten.

## Auszeichnungen
Der Film wurde 2014 insgesamt 13-mal für den renommierten dänischen Film- und Fernsehpreis Robert nominiert. Ausgezeichnet wurden Nicolas Bro als bester Nebendarsteller, Thomas Greve für das beste Szenenbild, Manon Rasmussen für die besten Kostüme sowie Thomas Foldberg, Morten Jacobsen und Lone Bidstrup für die beste Maske.
Spies & Glistrup erhielt weitere Nominierungen auf dem Chicago International Film Festival und den ältesten dänischen Filmpreis, dem Bodil.